# Ko Jong-su
Ko Jong-su (koreanisch 고종수/高宗秀; * 30. Oktober 1978) ist ein ehemaliger südkoreanischer Fußballspieler und heutiger -trainer. Er spielte zuletzt als Spieler für Daejeon Citizen. Zuletzt stand er als Trainer bei Daejeon Citizen unter Vertrag.

## Karriere als Spieler

### Ausbildung
Ausgebildet wurde er an der Kumho High School, die er von 1994 bis 1996 besuchte. Anschließend unterschrieb er einen Vertrag bei Suwon Samsung Bluewings.

### Spielerkarriere
Seine Erste Station als Spieler waren die Suwon Samsung Bluewings. Mit den Bluewings konnte er schnell erste Erfolge feiern. 1998 und 1999 konnte er zweimal hintereinander die Südkoreanische Meisterschaft feiern. 2002 konnte er den Korean FA Cup gewinnen. 1999, 2000 und 2001 konnte er dreimal infolge den Adidas-Cup gewinnen. Zudem gewann er auch den Südkoreanischen Feuer-Cup 1999. Neben diesen Erfolgen, konnte er auch den Supercup 1999 und 2000 gewinnen. Auch international konnte er mit Suwon Erfolge feiern. So gewann er auch die AFC Champions League im Jahr 2001 und 2002, sowie den Asian Super Cup in den selbigen Jahren. 2003 verließ er für eine Spielzeit die Bluewings. Auf Leihbasis wechselte er in die J1 League zu Kyoto Sanga. Dort lief er 13 mal auf und erzielte dabei ein Tor. Nach Saisonende ging er wieder zurück nach Suwon. Bis Ende 2004 lief er für den Verein 96 mal auf und erzielte dabei 21 Tore. Anfang 2005, wechselte er zu den Chunnam Dragons. Für sie lief er nicht oft auf. Insgesamt kam er auf elf Einsätze, wobei er ein Tor dabei erzielte. Ende 2006 verließ er den Verein und ging zu Daejeon Citizen. Bis Ende 2008 lief er noch für sie 24 mal auf und erzielte dabei zwei Tore. Nach Ende der Saison 2008, beendete er mit 30 Jahren seine aktive Spielerlaufbahn.

### Länderspielkarriere
1996 wurde er erstmals in die Nationalmannschaft berufen. Bis zum Jahr 200 lief er insgesamt für die U-23-Auswahl 10 mal auf und erzielte dabei zwei Tore. Von 1997 bis 2001 wurde er zudem für die Südkorea-Auswahl nominiert, für die er 38 mal auflief und dabei sechs Tore erzielte.

## Karriere als Trainer

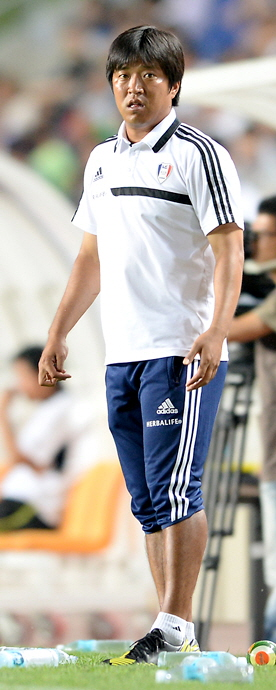
Ko Jong-su als Co-Trainer bei den Bluewings

Nach Karriereende wurde es still um ihn, bis zum Jahr 2011. Im Jahr 2011 verkündete sein ehemaliger Verein Suwon Samsung Bluewings, ihn als Co-Trainer der U-18 verpflichtet zu haben. Ein halbes Jahr später wurde er Fitnesstrainer der 1. Mannschaft. Ab 2013 übernahm er den Posten des Co-Trainers der 1. Mannschaft. Bis Ende 2017 hatte er diese Funktion inne. Anfang 2018 verließ er die Bluewings und unterschrieb einen Vertrag als Trainer bei seinem ebenfalls ehemaligen Verein Daejeon Citizen.

## Erfolge

### Als Spieler
- 2× K-League-Gewinner: 1998 & 1999
- 1× Korean-FA-Cup-Gewinner: 2002
- 3× Adidas-Cup-Gewinner: 1999, 2000 & 2001
- 1× Südkoreanischer-Feuer-Cup-Gewinner: 1999
- 2× Südkoreanischer Fußball-Supercup-Gewinner: 1999, 2000
- 2× AFC-Champions-League-Gewinner: 2001 & 2002
- 2× Asian-Super-Cup-Gewinner: 2001 & 2002